# Susanna (Händel)

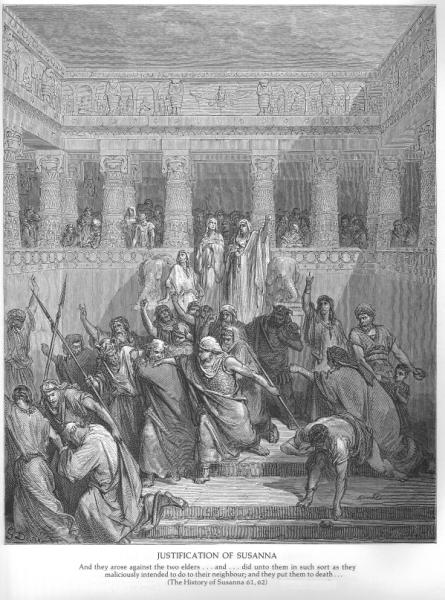
Der Prophet Daniel rettet Susanna von Gustave Doré

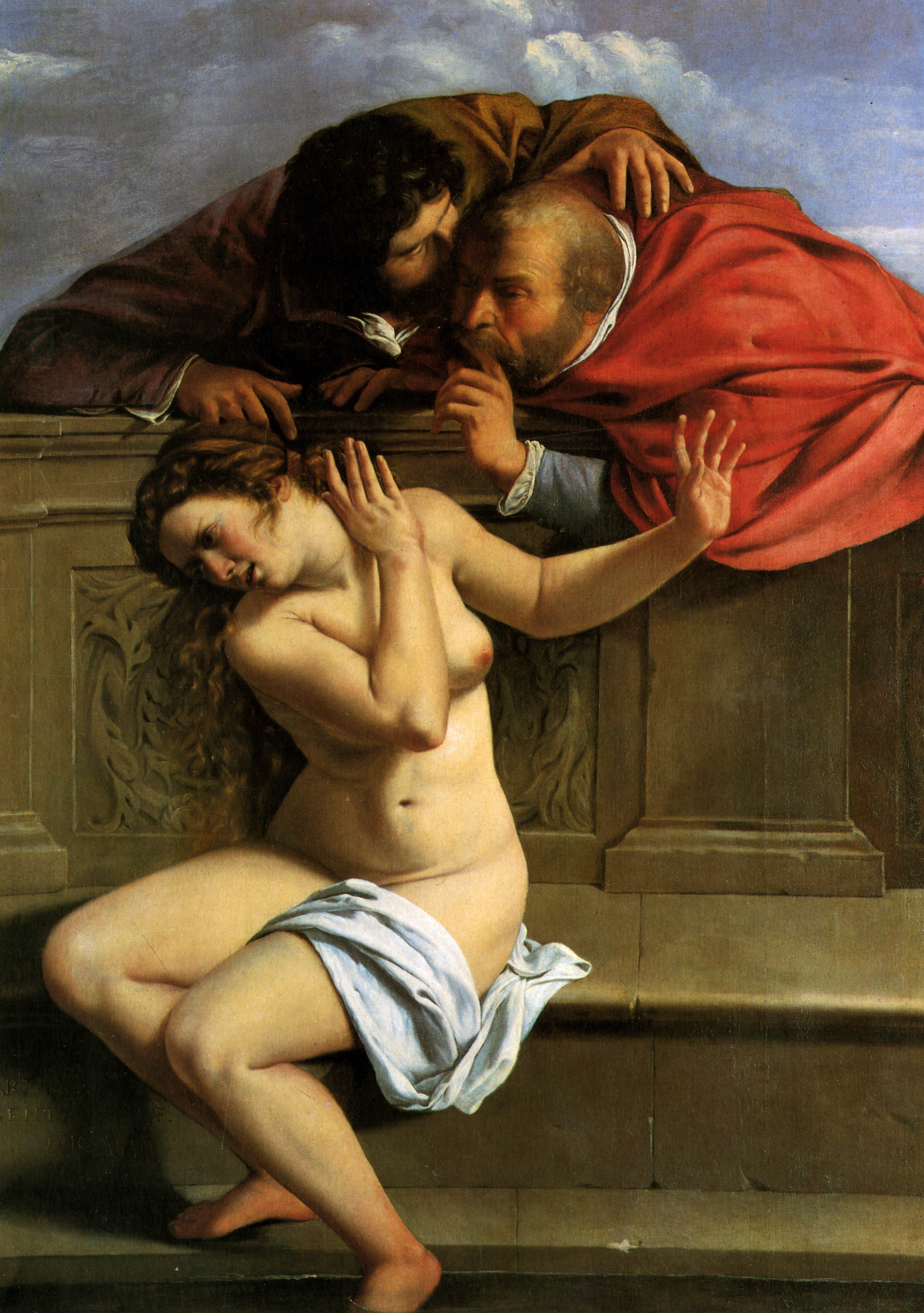
Susanna und die Ältesten von Artemisia Gentileschi

Susanna (HWV 66) ist ein dramatisches Oratorium in drei Teilen von Georg Friedrich Händel.

## Entstehung
Händel begann mit der Arbeit an Susanna kaum einen Monat nach dem Abschluss von Solomon. Den ersten Akt komponierte er vom 11. Juli bis 21. Juli 1748. Er beendete den zweiten Akt am 21. August, das ganze Werk am 24. August. Das Werk kam erstmals am 10. Februar 1749 im Covent Garden Theatre auf die Bühne und brachte es auf vier Aufführungen. Es wurde von Händel nur 1759 für eine Aufführung wiederaufgenommen.

## Libretto
Das Thema des Oratoriums ist die Geschichte der Susanna im Bade, die im Buch Daniel (Dan 13,26–63 ) erzählt wird und die schon zahlreiche Maler angeregt hatte. Der Dichter des Librettos ist unbekannt, aber Winton Dean nennt Gründe dafür, dass es der gleiche wie der des Solomon sei. Als möglicher Librettist wird Newburgh Hamilton genannt.

## Personen
Die Besetzung wurde bei der Uraufführung von folgenden Sängern gesungen:
- Susanna: Giulia Frasi (Sopran)
- Joacim, Susannas Gatte (Jojakim): Caterina Galli (Mezzosopran)
- Daniel, Prophet: Knabensopran
- Erster Ältester: Thomas Lowe (Tenor)
- Zweiter Ältester: Henry Theodore Reinhold (Bass)
- Richter: ? (Bass)
- Chelsias, Susannas Vater (Helkias): Thomas Reinhold (Bass)
- Eine Dienerin: Sibilla Pinto (Sopran)

## Inhalt

### Erster Akt
Die Israeliten beklagen ihre Gefangenschaft. Susanna und ihr Ehemann Joacim singen vom Glück ihrer Ehe und Susannas Vater von seinem Stolz, so eine Musterehefrau als Tochter zu haben. Joacim muss die Stadt für einige Tage verlassen und verabschiedet sich von seiner Frau. Die zwei Dorfältesten sind erfüllt mit Wollust und wollen die schöne Susanna während seiner Abwesenheit verführen. Der Chor kommentiert, dass solch Frevel den Zorn des Himmels zur Folge habe.

### Zweiter Akt
Joacim singt davon, wie er seine Frau vermisst. Susanna vermisst ihren Ehemann ebenfalls und sucht wegen des heißen Wetters durch ein Bad in einem Bach in ihrem Garten Schutz vor der Sonne. Sie wird von den zwei lüsternen Dorfältesten beobachtet, deren Annäherungsversuch sie angewidert zurückweist. Die Ältesten rächen sich, indem sie der Gemeinde verkünden, sie hätten Susanna beim Ehebruch mit einem jungen Mann erwischt und veranlassen ein Verfahren wegen Ehebruch. Joacim wird darüber informiert und kehrt nach Hause zurück.

### Dritter Akt
Susanna wird für schuldig befunden und zum Tode verurteilt. Der Erste Dorfälteste gibt vor, davon sehr betroffen zu sein. Der junge Prophet Daniel, wenig mehr als ein Kind, tritt aus der Menge hervor und fordert, beide Älteste getrennt befragen zu dürfen. Da beide widersprechende Darstellungen, wie sie Susanna beim Ehebruch ertappt haben wollen, erzählen, ertappt sie Daniel als Lügner. Die Dorfältesten werden zum Tode verurteilt, Susanna ist mit ihrem liebenden Ehemann wiedervereinigt und alle preisen Susannas Tugend und Keuschheit.